# Promachus transactus
Promachus transactus là một loài ruồi trong họ Asilidae. Promachus transactus được Walker miêu tả năm 1864. Loài này phân bố ở miền Australasia.